# Обреновачка чаршија
| Обреновачка чаршија    | Обреновачка чаршија |
| ---------------------- | ------------------- |
|                        |                     |
| Општина                | Обреновац           |
| Почетак                | Љубе Ненадовића     |
| Крај                   | Краља Петра Првог   |
| Дужина                 | 1300 m              |
|                        |                     |
| Фотографија из 1920-их |                     |

Обреновачка чаршија, непокретно културно добро заштићено од стране Завода за заштиту споменика културе Града Београда, као Целине и делови градитељских објеката с историјским или архитектонским вредностима

## Границе чаршије
Парна страна улице Милоша Обреновића од броја 2 до 216 и непарна страна од броја 1 до броја 175, са припадајућим парцелама. Интегрални део Чаршије је и простор Малог трга (Улица Карађорђева (бивша Владе Аксентијевића)) у потезу од Улице Милоша Обреновића до Улице војводе Мишића).

## Историја
Обреновачка чаршија формирана је почетком Деветнаестог века, на раскршћу путева од Београда према Ваљеву и Шапцу,и представља окосницу вароши Обреновац, односно Палеж, како се звао до 1859. године. Још у време аустријске владавине Србијом (1717-1739) помиње се Палеж као највеће место у овом крају Србије, после Ваљева.. У модерној српској држави Палеж, потоњи Обреновац, због свог географског положаја и близине границе са Аустроугарском, брзо се развијао и постајо важан трговински и занатски центар овог дела Србије. Тако се и формирала Обреновачка чаршија као јединствени амбијентални простор, који током времена није битно мењао свој изглед и намену, задржавајући хомогеност архитектонске целине, карактеристичне за српске вароши из Деветнаестог века.

### Савремено доба
Обреновачка чаршија задржала је свој изглед и своју намену и у данашње доба, пре свега захваљујући заштити коју ужива од стране Завода за заштиту споменика културе града Београда. Данас има мање занатских, а више трговинских објеката, али још увек је задржала и велики број архитектонски занимљивих зграда, међу којима се истиче зграда у којој се налази Библиотека „Влада Аксентијевић“ Обреновац (Чесни дом породице Михајловић).